# Nectaris
Military Madness, Conocido en Japón como Nectaris (ネクタリス Nekutarisu?) es un juego de estrategia por turnos de ciencia ficción y mapa hexagonal para el TurboGrafx-16. Fue desarrollado por Hudson Soft. Iba a ser competencia de Nintendo Wars, con la excepción de que está ambientado en la Luna. Además, se puede continuar mediante claves, que son distintos entre regiones.
El juego fue rehecho para PlayStation en 1998. Un remake en 3D, Military Madness: Nectaris, fue lanzado para WiiWare, Xbox Live Arcade y PlayStation Network en 2010. Una versión de iPhone, Military Madness: Neo Nectaris, fue lanzado en febrero de 2010
- Datos: Q379469